# Federico Augusto III di Sassonia
Federico Augusto III di Sassonia (Dresda, 25 maggio 1865 – Sibyllenort, 18 febbraio 1932) fu l'ultimo re di Sassonia e un membro della casata di Wettin.

## Biografia
Nato a Dresda, Federico Augusto era figlio di re Giorgio di Sassonia e della regina Maria Anna Ferdinanda, infanta di Portogallo. Era inoltre fratello maggiore della principessa Maria Giuseppina di Sassonia. Tra i suoi primi cugini si potevano annoverare (tra gli altri) re Carlo I del Portogallo, l'infante Alfonso di Portogallo, il principe Guglielmo di Hohenzollern-Sigmaringen e re Ferdinando I di Romania.
Nel 1877 Federico Augusto entrò in servizio appena dodicenne nel Reale Esercito sassone con il grado di secondo luogotenente e, data la sua posizione di erede al trono, fece rapidamente carriera, militando nel 100º Reggimento di granatieri di Sassonia. Promosso tenente nel 1883, capitano nel 1887 e maggiore nel 1889, raggiunse il grado di tenente colonnello nel 1891 ed in quello stesso anno ottenne il comando del 1º Battaglione di fucilieri del 108º Reggimento. Promosso colonnello il 22 settembre 1892, ottenne il comando del 108º Reggimento fucilieri quello stesso giorno.

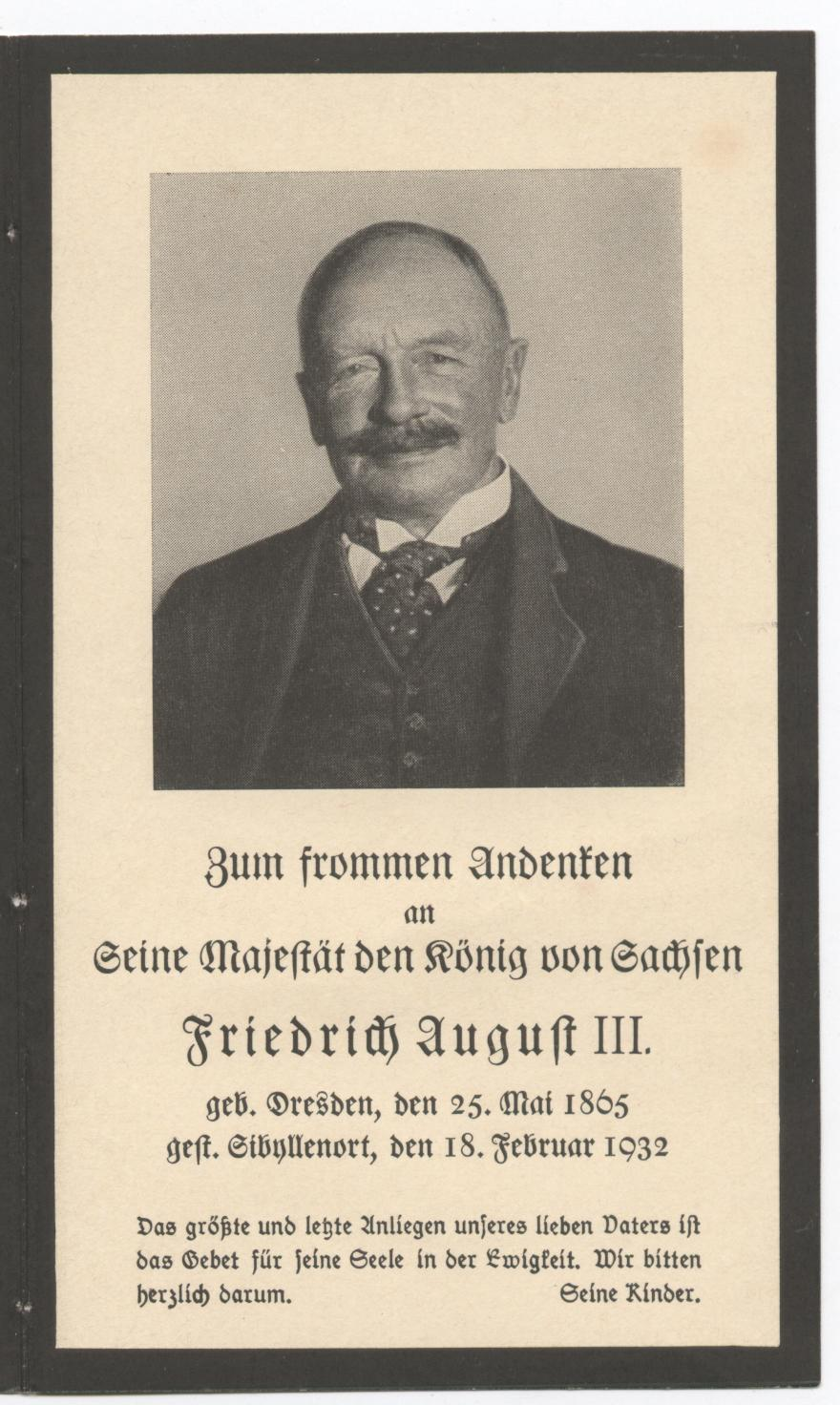
Carta in memoriam di Federico Augusto III

Il 20 settembre 1894, a 29 anni, venne promosso maggiore generale ed ottenne il comando della 1ª Brigata di fanteria dell'Esercito sassone n. 45. Nel 1898 giunse ad essere promosso tenente generale, con il comando della 1ª Divisione di fanteria. Nel 1901 venne promosso comandante generale della 1ª Armata del Regno di Sassonia, ma si dimise da tale incarico nel 1904 con la sua ascesa al trono, per occuparsi totalmente degli affari di governo. Nel 1913 venne nominato Feldmaresciallo onorario dell'Imperiale e Reale Esercito dell'Impero austriaco.
Appassionato alpinista, durante gli anni del suo regno iniziò, secondo la moda d'inizio Novecento, a promuovere questo sport ed egli stesso scalò cime rilevanti come quella del Großglockner sulle Alpi.
Abdicò il 13 novembre 1918 presso il castello di Guteborn, dopo la sconfitta dell'Impero tedesco nella prima guerra mondiale.
Morì il 18 febbraio 1932 al castello di Sibyllenort, presso Szczodre, nella Slesia Inferiore, e venne sepolto il 23 febbraio di quello stesso anno nella cattedrale di Dresda.

## Matrimonio e figli

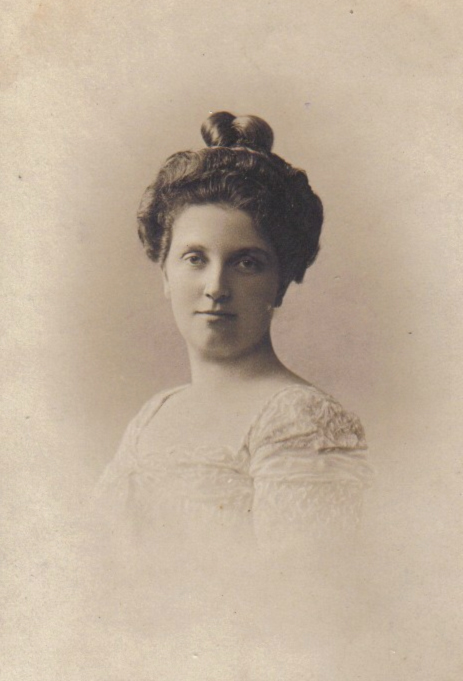
L'arciduchessa Luisa d'Asburgo-Toscana in una foto del 1900 circa

Federico Augusto sposò l'arciduchessa Luisa d'Asburgo-Toscana, a Vienna, il 21 novembre 1891. La coppia divorziò nel 1903, dopo la nascita dell'ultimo figlio. La causa di questo divorzio fu l'apparente pazzia dell'arciduchessa, che il suocero addirittura voleva far rinchiudere nel manicomio di Sonnenstein e che, dopo la separazione dal marito, venne costretta ad abbandonare il paese.
In realtà la nascita dei due figli maggiori aveva fatto scalpore nelle corti d'Europa, sollevando dubbi di illegittimità. Federico Augusto e Federico Cristiano erano infatti nati entrambi nello stesso anno, nel 1893, ma non erano gemelli. Federico Augusto era nato in gennaio, mentre Federico Cristiano era nato a dicembre.
Dal matrimonio con Luisa di Toscana, Federico Augusto III ebbe i seguenti figli:
- Federico Augusto Giorgio (1893-1943), principe ereditario, poi sacerdote gesuita;
- Federico Cristiano (1893-1968), sposò Elisabetta Elena di Thurn und Taxis e fu capo della casata dalla morte del padre sino alla propria;
- Ernesto Enrico (1896-1971), sposò la principessa Sofia di Lussemburgo;
- Maria Alice Carola (nata e morta nel 1898);
- Margherita Carola Guglielmina (1900-1962), sposò il principe Federico Vittorio di Hohenzollern-Sigmaringen;
- Maria Alice Luitpolda (1901-1990), sposò il principe Francesco Giuseppe di Hohenzollern-Emden;
- Anna Pia Monica (1903-1976), sposò l'arciduca Giuseppe Francesco d'Austria.

## Ascendenza
|                                   |                                       |                                                 | Genitori                                   |  |  | Nonni |  |  | Bisnonni                 |  |  | Trisnonni                      |  |
|                                   |                                       |                                                 |                                            |  |  |       |  |  | Massimiliano di Sassonia |  |  | Federico Cristiano di Sassonia |  |
|                                   |                                       |                                                 |                                            |  |  |       |  |  | Massimiliano di Sassonia |  |  | Federico Cristiano di Sassonia |  |
|                                   |                                       | Maria Antonia di Baviera                        |                                            |  |  |       |  |  | Massimiliano di Sassonia |  |  |                                |  |
| Giovanni di Sassonia              |                                       |                                                 |                                            |  |  |       |  |  | Massimiliano di Sassonia |  |  |                                |  |
|                                   |                                       | Carolina di Borbone-Parma                       | Ferdinando I di Parma                      |  |  |       |  |  |                          |  |  |                                |  |
|                                   |                                       | Carolina di Borbone-Parma                       | Ferdinando I di Parma                      |  |  |       |  |  |                          |  |  |                                |  |
|                                   |                                       | Carolina di Borbone-Parma                       | Maria Amalia d'Asburgo-Lorena              |  |  |       |  |  |                          |  |  |                                |  |
| Giorgio di Sassonia               |                                       | Carolina di Borbone-Parma                       |                                            |  |  |       |  |  |                          |  |  |                                |  |
|                                   |                                       | Massimiliano I Giuseppe di Baviera              | Federico Michele di Zweibrücken-Birkenfeld |  |  |       |  |  |                          |  |  |                                |  |
|                                   |                                       | Massimiliano I Giuseppe di Baviera              | Federico Michele di Zweibrücken-Birkenfeld |  |  |       |  |  |                          |  |  |                                |  |
|                                   |                                       | Massimiliano I Giuseppe di Baviera              | Maria Francesca del Palatinato-Sulzbach    |  |  |       |  |  |                          |  |  |                                |  |
| Amalia Augusta di Baviera         |                                       | Massimiliano I Giuseppe di Baviera              |                                            |  |  |       |  |  |                          |  |  |                                |  |
|                                   |                                       | Carolina di Baden                               | Carlo Luigi di Baden                       |  |  |       |  |  |                          |  |  |                                |  |
|                                   |                                       | Carolina di Baden                               | Carlo Luigi di Baden                       |  |  |       |  |  |                          |  |  |                                |  |
|                                   |                                       | Carolina di Baden                               | Amalia d'Assia-Darmstadt                   |  |  |       |  |  |                          |  |  |                                |  |
| Federico Augusto III di Sassonia  |                                       | Carolina di Baden                               |                                            |  |  |       |  |  |                          |  |  |                                |  |
|                                   | Ferdinando di Sassonia-Coburgo-Kohary | Francesco Federico di Sassonia-Coburgo-Saalfeld |                                            |  |  |       |  |  |                          |  |  |                                |  |
|                                   | Ferdinando di Sassonia-Coburgo-Kohary | Francesco Federico di Sassonia-Coburgo-Saalfeld |                                            |  |  |       |  |  |                          |  |  |                                |  |
|                                   | Ferdinando di Sassonia-Coburgo-Kohary | Augusta di Reuss-Ebersdorf                      |                                            |  |  |       |  |  |                          |  |  |                                |  |
| Ferdinando II del Portogallo      | Ferdinando di Sassonia-Coburgo-Kohary |                                                 |                                            |  |  |       |  |  |                          |  |  |                                |  |
|                                   |                                       | Maria Antonia di Koháry                         | Ferenc József di Koháry                    |  |  |       |  |  |                          |  |  |                                |  |
|                                   |                                       | Maria Antonia di Koháry                         | Ferenc József di Koháry                    |  |  |       |  |  |                          |  |  |                                |  |
|                                   |                                       | Maria Antonia di Koháry                         | Maria Antonia di Waldstein-Wartenberg      |  |  |       |  |  |                          |  |  |                                |  |
| Maria Anna Ferdinanda di Braganza |                                       | Maria Antonia di Koháry                         |                                            |  |  |       |  |  |                          |  |  |                                |  |
|                                   |                                       | Pietro IV del Portogallo                        | Giovanni VI del Portogallo                 |  |  |       |  |  |                          |  |  |                                |  |
|                                   |                                       | Pietro IV del Portogallo                        | Giovanni VI del Portogallo                 |  |  |       |  |  |                          |  |  |                                |  |
|                                   |                                       | Pietro IV del Portogallo                        | Carlotta Gioacchina di Borbone-Spagna      |  |  |       |  |  |                          |  |  |                                |  |
| Maria II del Portogallo           |                                       | Pietro IV del Portogallo                        |                                            |  |  |       |  |  |                          |  |  |                                |  |
|                                   |                                       | Maria Leopoldina d'Asburgo-Lorena               | Francesco II d'Asburgo-Lorena              |  |  |       |  |  |                          |  |  |                                |  |
|                                   |                                       | Maria Leopoldina d'Asburgo-Lorena               | Francesco II d'Asburgo-Lorena              |  |  |       |  |  |                          |  |  |                                |  |
|                                   |                                       | Maria Leopoldina d'Asburgo-Lorena               | Maria Teresa di Borbone-Napoli             |  |  |       |  |  |                          |  |  |                                |  |
|                                   |                                       | Maria Leopoldina d'Asburgo-Lorena               |                                            |  |  |       |  |  |                          |  |  |                                |  |